# The Final Sacrifice
The Final Sacrifice (ook bekend als Quest for the Lost City) is een low-budget Canadese film uit 1990. De film werd geregisseerd door Tjardus Greidanus. Hoofdrollen werden vertolkt door Bruce J. Mitchell en Christian Malcolm.

## Verhaal
De film begint met een scène waarin gemaskerde mannen een man opjagen door een besneeuwd bos. Er klinkt een pistoolschot.
Troy McGreggor vindt een kaart van zijn vader (de man die in de openingsscène werd neergeschoten). Troys vader, Thomas, werd neergeschoten toen hij betrokken raakte bij een mysterieuze sekte geleid door een man genaamd Satoris. Troy besluit de kaart te volgen om meer te ontdekken over zijn vaders dood. Onderweg ontmoet hij Zap Rowsdower. Deze besluit met hem mee te gaan.
De kaart leidt de twee mannen door Alberta en door een paar grotten naar het huis van een voortvluchtige genaamd Mike Pipper. Mike was de partner van Troys vader. Hij houdt zich al zeven jaar schuil voor Satoris in de bossen. Pipper onthult dat de sekteleden de laatste afstammelingen zijn van een oud ras genaamd de Ziox. Dit ras werd vernietigd door hun god nadat ze zich tegen hem keerden en een kwaadaardige afgod gingen vereren. Pipper vertelt Troy tevens dat Rowsdower ooit lid was van de sekte, daar hij het merkteken van de sekte op zijn arm draagt. Via dit merkteken kan Satoris Rowsdower martelen.
Uiteindelijk wordt Troy gevangen door Satoris en zijn sekte. Satoris wil van Troy hun ultieme offer maken, waarmee hij een leger van onverslaanbare zombies kan oproepen. Het is aan Rowsdower om Troy te redden en een einde te maken aan de activiteiten van de sekte. In de climax van de film schiet Mike Satoris in de rug, waarna deze ontploft. Door de dood van Satoris herrijst de verloren stad van de Ziox.

## Rolverdeling
| Acteur             | Personage        | Opmerkingen      |
| ------------------ | ---------------- | ---------------- |
| Christian Malcolm  | Troy McGreggor   |                  |
| Bruce J. Mitchell  | Zap Rowsdower    |                  |
| Shane Marceau      | Satoris          |                  |
| Ron Anderson       | Mike Pipper      |                  |
| Bharbara Egan      | Aunt Betty       |                  |
| Randy Vasseur      | Thomas McGreggor |                  |
| Bryan C. Knight    | Gas attendant    | als Bryan Knight |
| Catherine O'Connel | Operator #1      |                  |
| Felice Wills       | Radio announcer  |                  |
| John Soldan        | Cultist          |                  |
| Aus Greidanus      | Cultist          |                  |
| Frank Paynter      | Cultist          |                  |
| Dean Hinche        | Cultist          |                  |

## Achtergrond
The Final Sacrifice ontstond als het project van een filmstudent genaamd Tjardus Greidanus. De film werd voltooid met een budget van amper 1500 dollar. Om de kosten laag te houden leende de crew camera’s van de school. De acteurs tekenden een contract waarin stond dat ze zouden worden betaald als de film aansloeg. De film was echter geen succes.
Mitchell en Malcolm werden op de aftiteling per ongeluk door elkaar gehaald.
In 1998 werd de film bespot in de cultserie Mystery Science Theater 3000.
De film is onder de titel Quest for the Lost City uitgebracht op VHS.